# Австро-турецкая война (1552—1559)
Австро-турецкая война 1552—1559 — третья война между Австрией и Османской империей.

## Борьба в Трансильвании
Константинопольский мир 1547 установил раздел Венгерского королевства на три части: Будайский эйалет, Габсбургскую Венгрию и вассальное туркам Трансильванское княжество. Воспользовавшись тем, что Сулейман I был занят войной с персами, Фердинанд I Габсбург попытался овладеть Трансильванией. В сентябре 1549 его представители договорились с наместником княжества Дьёрдем Мартинуцци о передаче Фердинанду владений Яноша Жигмонда, который взамен получал герцогства Оппельн и Ратибор в Силезии. Уже в марте 1550 султан узнал об этом соглашении от своего посла в Вене, немецкого ренегата Ахмеда, посланного сообщить Фердинанду о победах Сулеймана в Иране .
Мир в Венгрии также был непрочным. Бег Секешфехервара Велид-шах с 4-тыс. отрядом грабил земли между Рабой и Папой. Венгерские отряды Пала Раткаи и Имре Телеки разгромили его у Веспрема, отбив полон и взяв 600 пленных и 13 знамён .
Узнав о происках австрийцев, султан в июле 1551 приказал бейлербею Румелии Соколлу Мехмед-паше, бею из Смедерево и бейлербею Боснии, молдаванам и крымским татарам вторгнуться в Трансильванию. Фердинанд направил в Трансильванию отряд наёмников под командованием генерала Джамбаттисты Кастальдо и войско венгерских сословий Иштвана Лошонци. 19 июля Изабелла Ягеллонка от имени своего сына отреклась от короны, и 8 августа вместе с ним покинула страну. 7 сентября 80-тыс. армия с 50 орудиями переправилась через Дунай у Петроварадина, взяла Бечей, гарнизон которого (200 человек) был изрублен на куски, и ещё дюжину крепостей, которые были сданы без сопротивления. Липпа на Мароше имела сильные укрепления, построенные в своё время маркграфом Георгом Бранденбургским, но жители угрожали смертью командующему гарнизоном, если он не сдаст город. Испортив орудия и взорвав пороховой склад, он покинул крепость. В Липпу были введены 5 тыс. сипахов и 200 янычар боснийского паши .
Темешвар был осаждён; его оборонял Лошонци вместе с испанскими и итальянскими капитанами. Фердинанд направил на помощь ещё 5 тыс. наёмников. Мартинуцци, ставший благодаря протекции австрийцев кардиналом, видя слабость габсбургских сил, начал переписку с Соколлу Мехмед-пашой и послал султану дань. Кастальдо и Мартинуцци с крупными силами 4 ноября осадили Липпу. 7-го состоялся штурм. Первыми на приступ бросились испанцы, затем немцы под командованием Арко, итальянцы Паллавичини и венгры Надашди. Город был разграблен, паша с 1500 бойцами укрылся в цитадели. 16 ноября бейлербей снял осаду Темешвара и увёл войска за Дунай. В этот же день Мартинуцци добился 20-дневного перемирия с бейлербеем Боснии, а 5 декабря позволил туркам покинуть цитадель Липпы, снабдив их продовольствием. Венгерский отряд Ференца Хорвата и Мельхиора Балашши догнал османов и в разгромил в жестоком бою. Израненному паше едва удалось уйти в Белград с 300 людьми .
Подозревая Мартинуцци в стремлении стать князем Трансильвании, Фердинанд приказал Кастальдо пресечь деятельность кардинала. 18 декабря наёмники во главе со Сфорцей Паллавичини убили Мартинуцци в замке Альвинц (Винцу де Жос), нанеся ему 63 раны .

## Кампания 1552

### Сегедская битва
Военные действия открылись нападением 5 тыс. гайдуков Миклоша Тота на Сегед. Соединившись с испанскими, силезскими и венгерскими отрядами, они ночью 24 февраля штурмовали город. Турецкий комендант Михалоглу Хызыр-бей был застигнут врасплох и полуголый едва сумел с частью гарнизона отступить в цитадель. Гайдуки разграбили город. Овладеть замком не удалось, так как турки произвели успешную вылазку, а Хызыр-бей с помощью голубей известил бейлербея Буды о своём бедственном положении. Бейлербей Буды Али-паша соединился со смедеревским командующим Рустем-беем и разгромил христиан под стенами Сегеда. Миклошу Тоту удалось бежать с 80 людьми, наёмники отступили в Липпу. Турки взяли 40 знамён и отослали в Стамбул 5 тысяч отрезанных носов.

### Турецкий поход
По истечении пятилетнего мира султан запланировал крупный поход в Среднее Подунавье. Обстановка в Европе благоприятствовала турецкому наступлению, так как Карл V был занят борьбой с Морицем Саксонским и французами. Сулейман даже направил протестантским князьям Германии послание, в котором сообщал о совместной борьбе с Генрихом II против Габсбургов. Но к моменту начала похода обстановка на персидском театре потребовала присутствия султана, поэтому командование было поручено второму визирю Ахмед-паше. В конце апреля войско выступило из Адрианополя, в июне соединилось в Белграде с частями Соколлу Мехмеда-паши, после чего вторглось в южные районы Трансильвании. Татары, молдаване и валахи напали на княжество с востока. Габсбурги располагали только наёмными отрядами; поднять всеобщее ополчение было невозможно, так как по венгерским законам его должен был возглавлять король или принц, но Фердинанд и его наследник были заняты войной в Германии.

### Осада Темешвара
28 июня османы осадили Темешвар. Обороной руководил Иштван Лошонци. Артиллерия проделала брешь, и турки без приказа бросились на штурм, но были отбиты, потеряв 2 тыс. человек. Сосредоточив огонь на Водяной башне, османы 25 июля предприняли первый общий штурм, который стоил им 3 тыс. человек. Венгры потеряли 1300. На следующий день штурм повторился. Водяная башня была захвачена. В крепости не хватало продовольствия и боеприпасов, а немецкие и испанские наёмники угрожали сдаться, если командующий не вступит в переговоры. Лошонци был вынужден сдать Темешвар на условии свободного выхода. Как обычно, турки нарушили договор. Когда войска покидали крепость и проходили между рядами янычар, те начали хватать красивых юношей. Завязалась потасовка, в которой были убиты командиры венгров и наёмников. Лошонци был схвачен турками. Он упрекнул визиря в нарушении слова, а Ахмед-паша напомнил ему о судьбе гарнизона Липпы и приказал отрубить голову. Развивая успех, турки 30 июля заняли Липпу, а 11 августа Караншебеш.

### Вторжение в Верхнюю Венгрию
В июне бейлербей Буды взял Веспрем, а в июле — августе вторгся в Верхнюю Венгрию, где 9 июля штурмом взял Дрегей, преодолев упорное сопротивление гарнизона Дьёрдя Сонди. После этого были захвачены Шаг, Дьярмат, Холлоке, Буяк и Сечень. 11 августа войско Фердинанда, состоявшее из 10—12 тыс. наёмников под командованием Эразма фон Тойфеля, барона Гундерсдорфа, потерпело сокрушительное поражение при Палаште. Тойфель и Паллавичини попали в плен вместе с 4 тыс. солдат.

### Взятие Сольнока
Али-паша и Ахмед-паша выступили на Сольнок. Эта важная крепость была хорошо подготовлена к обороне, располагала 24 большими орудиями и большими запасами пороха. Гарнизон состоял из 11 тыс. пехотинцев и 300 гусар, но его начальник, Лоренц Ньяри, пытался бежать вместе со своими людьми и был схвачен турками у самых ворот (4 сентября). Он купил себе свободу, отдав свою дочь одному из охранников, а вернувшись в Венгрию, был оправдан военным советом, членов которого подкупил.

### Оборона Эгера
Овладев Сольноком, турки двинулись на Эгер, где обороной руководил Иштван Добо. Располагая всего двумя тысячами воинов, он при поддержке жителей более месяца (15 сентября — 18 октября) оборонял город от 150-тыс. армии, отразив три штурма. Туркам пришлось отступить.
По итогам кампании турки заняли Банат и образовали Темешварский эялет, расширив свои владения в Венгрии и ослабив связи Габсбургов с Трансильванией.

## Потеря Трансильвании Габсбургами
Следующие несколько лет султан был занят войной с Ираном и внутренними неурядицами, и не мог предпринять крупного похода в Венгрию, ограничиваясь частными операциями и дипломатическим давлением. В Трансильвании протурецкая группировка знати добилась летом 1552 от Государственного собрания продолжения выплаты дани. Осенью сословия направили в Стамбул послов с обещанием удалить немецкие войска, если султан вернёт в состав княжества Темешвар. Летом 1553 дворяне ряда областей высказались за возвращение Яноша Жигмонда и просили помощи будайского паши. В конце июня в Дебрецен прибыл ставленник султана и Изабеллы Ягеллонки воевода Петер Петрович с 500 воинами. В сентябре Кастальдо был вынужден покинуть княжество, но той же осенью австрийцы сумели подавить проосманское движение.
В 1554 давление османов усилилось. 6 марта султан потребовал возвращения Яноша Жигмонда. Опасаясь турецкого вторжения, в июне собрали ополчение княжества, но вскоре оно разошлось, не дождавшись помощи от Фердинанда. Сам эрцгерцог в апреле 1555 направил султану от своего имени дань с княжества, и пытался добиться мира, предлагая выплачивать ежегодно 150 тыс. дукатов за все владения Запольяи, или 40 тыс., если Сулейман отдаст ему Трансильванию и Верхнюю Венгрию. В ответ султан потребовал у него до ноября убрать войска из Трансильвании. 7 октября сословиям княжества был направлен фирман с требованием вернуть Яноша Жигмонда, в противном случае Сулейман угрожал стереть это государство с лица земли. Молдавский и валашский господари получили приказ готовиться к походу. 23 декабря 1555 представитель Фердинанда сообщил Государственному собранию Трансильвании, что Габсбург не сможет оказать помощи. В январе 1556 Янош Жигмонд был призван в Трансильванию. 14 июня Фердинанд написал султану, что отказывается от княжества, и 22 октября Янош и Изабелла вернулись в свои владения.
Лёгкость, с которой Габсбурги уступили Трансильванию, объяснялась тем, что к 1556 турки уже наступали в Задунавье и угрожали горным городам Верхней Венгрии. Трансильвания утратила для австрийцев стратегическое значение, а Фердинанд готовился стать императором после отречения своего брата.

## Окончание войны
В 1553—1555 османы постепенно продвигались на юг Верхней Венгрии, где в 1554 овладели крепостью Филяково, ставшей центром Филяковского санджака. 13 июня 1556 Али-паша Будайский осадил Сигетвар. Защитники крепости упорно оборонялись, отразив четыре штурма. Надор Тамаш Надашди и бан Хорватии Миклош Зриньи предприняли диверсию, атаковав с 10-тыс. отрядом крепость Бабоча. Отряд, посланный ей на выручку Али-пашой, был разгромлен 22 июля, после чего османы сняли осаду Сигетвара.
С переменным успехом военные действия продолжались до начала 1559. 31 января 1559 был заключён мир, который 17 августа 1562 был продлён на 8 лет.

## Итоги
Османы овладели Банатом и вернули под свою власть Трансильванию. Прямое завоевание этой небогатой страны султан считал излишним, довольствуясь вассальной зависимостью и выплатой дани. Габсбурги были вынуждены отступить, но вскоре возобновили наступление на владения Яноша Жигмонда в Затисье, которое привело к новой австро-турецкой войне. Важным итогом войны стало создание в 1556 Придворного военного совета (Гофкригсрата), координировавшего военные действия и оборону границы.